# Луїджі Дельнері
Луїджі (Джіджі) Дельнері, часто невірно пишеться як Дель Нері (італ. Luigi Delneri; нар. 23 серпня 1950, Аквілея, провінція Удіне) — італійський тренер, колишній футболіст.

## Гравець
Дельнері дебютував як гравець у віці 16 років за SPAL, футбольну команду міста Феррара, де він працював. Після ігор за «Фоджу» і «Новару», він переїхав в «Удінезе», з яким він отримав просування в Серію А, вищий дивізіон Італії. Пізніше він був обміняний в «Сампдорію», потім виступав за такі команди як «Віченца», «Сієна», «Про Горіція» та «Опітерджина», аматорська команда з Одерцо, де і закінчив свою кар'єру в 34 роки.

## Тренер
Після закінчення кар'єри гравця, Дельнері залишився в Одерцо, призначений президентом Етторе Сеттен (в даний час власник Тревізо) на посаду головного тренера. У 1986 році він підписав контракт з командою Серії D Pro Gorizia. Потім він тренував Partinicaudace, невелику команду з Сицилії в Серії D, Teramo, Ravenna, Novara і Nocerina Серії С2; з останньою командою він виграв лігу і просування в Серію С1. Потім він переїхав до Ternana в Серії С2, і вивів команду в Серію B, протягом двох років вигравши поспіль Серію С2 і Серію С1.
У 2000 році він підписав контракт з «К'єво Верона» із Серії B, команда представляє малу частину Верони. Це був початок так званого "дива К'єво ", в якому команда, що попала в Серію А в перший раз в історії, здобула право на Кубок УЄФА в своєму першому сезоні на вищому рівні, і навіть лідирувала в Серії A в кінці зимової перерви.
У 1998 році, після другого поспіль підвищення в класі, він був підписаний «Емполі» із Серії А, але був звільнений до початку чемпіонату, а потім був запрошений до його колишньої команди Ternana в Серії B.
Влітку 2004 року, Дельнері був підписаний поточним переможцем Ліги чемпіонів «Порту», але, як у випадку з «Емполі», був звільнений перед початком сезону. Він стверджував, що він хоче повернутися в Італію з особистих причин. Дельнері підписав контракт у жовтні 2004 року з «Ромою» замінивши Руді Феллера. Він у свою чергу, залишив цю посаду в березні 2005 року після ряду поразок, хоча більшість експертів вважали, що вина Дельнері в них була лише частковою.
У середині 2005 року він прийняв пропозицію «Палермо» стати тренером команди з Сицилії, яка здобула право виступати в Кубку УЄФА. Після гарного початку, в тому числі перемоги над «Інтером» 3-2 і кваліфікацію до групового турніру Кубка УЄФА, команда почала здобувати погані результати, повільно втрачаючи позиції в таблиці. Після поразки 3-1 вдома проти «Сієни», Дельнері був звільнений 28 січня 2006.
16 жовтня 2006, Дельнері повернувся в К'єво, замінивши Джузеппе Піллона. Незважаючи на гарний початок, йому так і не вдалося врятувати команду від вильоту. «К'єво» втратила місце в Серії A після поразки 2-0 від «Катанії» в заключний день турніру. Після вильоту, Дельнері оголосив, що він залишить «К'єво». Він був оголошений новим тренером «Аталанти» в червні 2007 року. Дельнері провів два успішні сезони з «Аталантою», привівши команду до 9-го та 11-го місця, що можна розглядати як великий успіх, оскільки команда зайняла 18 місце і була понижена до Серії B після його від'їзду. Після двох сезонів у Бергамо, 1 червня 2009 року він прийняв «Сампдорію», команду, яка провалила сезон, зайнявши тільки 13-те місце. Під його керівництвом «Сампдорія» зайняла четверте місце, що дало змогу взяти участь в третьому кваліфікаційному раунді Ліги чемпіонів УЄФА 2010-11. Дельнері залишив blucerchiati через день після того, як його команда забезпечила собі четверте місце.
19 травня 2010 Дельнері був представлений головним тренером «Ювентуса» після того, як він пішов з поста тренера «Сампдорії» 17 травня 2010 року. У травні 2011 року Луїджі сповістили про те, що він буде звільнений з посади по закінченні сезону. Причиною відставки став один з найгірших виступів команди за останні 35 років.
22 жовтня 2012 року став головним тренером «Дженоа», проте вже 20 січня 2013 року був звільнений з цієї посади через незадовільні результати — лише дві перемоги у 13 матчах.
Наступною командою тренера стала «Верона», тренерський штаб якої Луїджі очолив 1 грудня 2015 року. У цій команді пропрацював лише півсезону. Сезон 2015/16 команда завершила на останньому місці в Серії A і тренера було звільнено.
Проте вже за декілька місяців Дельнері працевлаштувався у черговому клубі італійської футбольної еліти — «Удінезе». Утім і в Удіне Дельнері не зміг затриматися надовго, керував діями цієї команди протягом другої частини сезону 2016/17 та початку сезону 2017/18.